# Andarahy Athletico Club
Andarahy Athletico Club foi uma agremiação esportiva da cidade do Rio de Janeiro, fundada em 09 de novembro de 1909 e encerrada em 1973. Empatado com o Americano, é o oitavo clube com mais presenças no G4 do Cariocão (6), ficando a frente do campeão de 1912, o Paissandu, décimo (5). Suas cores eram Verde e Branco e tinha como mascote o Periquito.

## História
Seu campo estava localizado na Rua Prefeito Serzedello Correa, atual Rua Barão de São Francisco no bairro que dá nome ao clube (Andaraí), na Zona Norte da cidade.
Foi um clube carioca de grandes campanhas: ganhou o Torneio Início do Campeonato Carioca de 1924, foi vice-campeão carioca em 1934, 3º colocado no Campeonato Carioca em 1921, 1924 e 1933, e ainda quarto em 1924 e 1935. Seu jogador mais conhecido foi Antônio de Paula Filho, mais conhecido como Don-don, na década de 30.
Com a união da Liga Carioca de Football (LCF) e da Federação Metropolitana de Desportos (FMD) em 1937, o clube deixa o Campeonato Carioca para sempre.
Em 1961, seu campo foi comprado pelo America Football Club para a construção de um estádio, rebatizando-o de Volney Braune, e o que ainda existia do clube Andarahy extinguiu-se em 1973.
Suas cores eram o verde e o branco. Durante a história, o clube alternou dois uniformes: camisa inteiramente verde e calções brancos e camisa listrada na vertical alviverde e calções brancos.
O clube é citado no refrão da música No Tempo de Don Don presente no álbum Patota do Cosme do cantor Zeca Pagodinho.

## Títulos
| Estaduais                            | Estaduais | Estaduais   | Estaduais |
| Competição                           | Títulos   | Temporadas  |           |
| ------------------------------------ | --------- | ----------- | --------- |
| Campeonato Carioca - Série B         | 2         | 1915 e 1925 |           |
| Torneio Início do Campeonato Carioca | 1         | 1924        |           |

#### Categorias de Base
- Campeonato Carioca de Juniores: 1

(1928)

### Campanhas de Destaque
- Vice-campeão Carioca: 2

(1924 e 1934)
- 3º colocado no Campeonato Carioca: 3

(1921, 1932 e 1933)
- Vice-campeão Carioca - Série B: 2

(1913 e 1914)

## Histórico nos Campeonatos Cariocas
| Ano  | Posição | Divisão  |  | Ano  | Posição | Divisão  |
| ---- | ------- | -------- |  | ---- | ------- | -------- |
| 1913 | 2º      | Segunda  |  | 1925 | 1º      | Segunda  |
| 1914 | 2º      | Segunda  |  | 1927 | 8º      | Primeira |
| 1915 | 1º      | Segunda  |  | 1928 | 8º      | Primeira |
| 1916 | 6º      | Primeira |  | 1929 | 8º      | Primeira |
| 1917 | 6º      | Primeira |  | 1930 | 10º     | Primeira |
| 1918 | 8º      | Primeira |  | 1931 | 10º     | Primeira |
| 1919 | 8º      | Primeira |  | 1932 | 3º      | Primeira |
| 1920 | 5º      | Primeira |  | 1933 | 3º      | Primeira |
| 1921 | 3º      | Primeira |  | 1934 | 2º      | Primeira |
| 1922 | 6º      | Primeira |  | 1935 | 4º      | Primeira |
| 1923 | 6º      | Primeira |  | 1936 | 5º      | Primeira |
| 1924 | 2º      | Primeira |  | 1937 | 12º     | Primeira |